# Санта-Марія-да-Міраляс
Са́нта-Марі́я-да-Міра́ляс (кат. Santa Maria de Miralles) - муніципалітет, розташований в Автономній області Каталонія, в Іспанії. Код муніципалітету за номенклатурою Інституту статистики Каталонії - 82573. Знаходиться у районі (кумарці) Анойя (коди району - 06 та AI) провінції Барселона, згідно з новою адміністративною реформою перебуватиме у складі Центральної баґарії (округи). 

## Населення
Населення міста (у 2007 р.) становить 128 осіб (з них менше 14 років - 10,9%, від 15 до 64 - 68,8%, понад 65 років - 20,3%). У 2006 р. народжуваність склала 0 осіб, смертність - 1 особа, зареєстровано 3 шлюби. У 2001 р. активне населення становило 52 особи, з них безробітних - 3 особи.

Серед осіб, які проживали на території міста у 2001 р., 84 народилися в Каталонії (з них 62 особи у тому самому районі, або кумарці), 12 осіб приїхало з інших областей Іспанії, а 2 особи приїхали з-за кордону. 

Університетську освіту має 6,6% усього населення. 

У 2001 р. нараховувалося 41 домогосподарство (з них 31,7% складалися з однієї особи, 31,7% з двох осіб,12,2% з 3 осіб, 17,1% з 4 осіб, 4,9% з 5 осіб, 2,4% з 6 осіб, 0% з 7 осіб, 0% з 8 осіб і 0% з 9 і більше осіб).

Активне населення міста у 2001 р. працювало у таких сферах діяльності : у сільському господарстві - 22,4%, у промисловості - 14,3%, на будівництві - 10,2% і у сфері обслуговування - 53,1%. 

 У муніципалітеті або у власному районі (кумарці) працює 72 особи, поза районом - 28 осіб.

### Безробіття
У 2007 р. нараховувалося 2 безробітних (у 2006 р. - 2 безробітних), з них чоловіки становили 0%, а жінки - 100%.

## Економіка

### Підприємства міста

#### Роздрібна торгівля
| \| Підприємства роздрібної торгівлі міста, за сферою діяльності \| Підприємства роздрібної торгівлі міста, за сферою діяльності \| Підприємства роздрібної торгівлі міста, за сферою діяльності \| \| Рік \| 2002 р. \| 2001 р. \| \| ------------------------------------------------------------ \| ------------------------------------------------------------ \| ------------------------------------------------------------ \| \| Продукти харчування \| 0% \| 0% \| \| Одяг та взуття \| 0% \| 0% \| \| Товари для дому \| 50% \| 50% \| \| Книги та періодичні видання \| 0% \| 0% \| \| Промислова хімічна продукція \| 50% \| 50% \| \| Продукція, пов'язана з транспортними засобами \| 0% \| 0% \| \| Інше \| 0% \| 0% \| \| Усього підприємств \| 2 \| 2 \| |         |         |
| Підприємства роздрібної торгівлі міста, за сферою діяльності |         |         |
| Рік | 2002 р. | 2001 р. |
| Продукти харчування | 0%      | 0%      |
| Одяг та взуття | 0%      | 0%      |
| Товари для дому | 50%     | 50%     |
| Книги та періодичні видання | 0%      | 0%      |
| Промислова хімічна продукція | 50%     | 50%     |
| Продукція, пов'язана з транспортними засобами | 0%      | 0%      |
| Інше | 0%      | 0%      |
| Усього підприємств | 2       | 2       |

#### Сфера послуг
| \| Підприємства міста, що працюють у сфері послуг, за діяльністю \| Підприємства міста, що працюють у сфері послуг, за діяльністю \| Підприємства міста, що працюють у сфері послуг, за діяльністю \| \| Рік \| 2002 р. \| 2001 р. \| \| ------------------------------------------------------------- \| ------------------------------------------------------------- \| ------------------------------------------------------------- \| \| Гуртова торгівля \| 37,5% \| 28,6% \| \| Готелі та готельний бізнес \| 37,5% \| 42,9% \| \| Транспорт та зв'язок \| 12,5% \| 14,3% \| \| Посередницькі фінансові послуги \| 0% \| 0% \| \| Послуги підприємствам \| 0% \| 0% \| \| Послуги фізичним особам \| 0% \| 0% \| \| Нерухомість та ін. \| 12,5% \| 14,3% \| \| Усього підприємств \| 8 \| 7 \| |         |         |
| Підприємства міста, що працюють у сфері послуг, за діяльністю |         |         |
| Рік | 2002 р. | 2001 р. |
| Гуртова торгівля | 37,5%   | 28,6%   |
| Готелі та готельний бізнес | 37,5%   | 42,9%   |
| Транспорт та зв'язок | 12,5%   | 14,3%   |
| Посередницькі фінансові послуги | 0%      | 0%      |
| Послуги підприємствам | 0%      | 0%      |
| Послуги фізичним особам | 0%      | 0%      |
| Нерухомість та ін. | 12,5%   | 14,3%   |
| Усього підприємств | 8       | 7       |

## Житловий фонд
У 2001 р. 4,9% усіх родин (домогосподарств) мали житло метражем до 59 м2, 4,9% - від 60 до 89 м2, 26,8% - від 90 до 119 м2 і
63,4% - понад 120 м2.

З усіх будівель у 2001 р. 17,1% було одноповерховими, 61% - двоповерховими, 22
% - триповерховими, 0% - чотириповерховими, 0% - п'ятиповерховими, 0% - шестиповерховими,
0% - семиповерховими, 0% - з вісьмома та більше поверхами.

## Автопарк
| \| Автомобілі, зареєстровані у місті, за призначенням \| Автомобілі, зареєстровані у місті, за призначенням \| Автомобілі, зареєстровані у місті, за призначенням \| \| Рік \| 2006 р. \| 2005 р. \| \| -------------------------------------------------- \| -------------------------------------------------- \| -------------------------------------------------- \| \| Приватні автомобілі \| 44,9% \| 45% \| \| Мотоцикли \| 6,8% \| 6,1% \| \| Вантажівки \| 32,4% \| 32,8% \| \| Трактори \| 4,8% \| 4,4% \| \| Автобуси та ін. \| 11,1% \| 11,7% \| \| Усього автомобілів \| 207 шт. \| 180 шт. \| |         |         |
| Автомобілі, зареєстровані у місті, за призначенням |         |         |
| Рік | 2006 р. | 2005 р. |
| Приватні автомобілі | 44,9%   | 45%     |
| Мотоцикли | 6,8%    | 6,1%    |
| Вантажівки | 32,4%   | 32,8%   |
| Трактори | 4,8%    | 4,4%    |
| Автобуси та ін. | 11,1%   | 11,7%   |
| Усього автомобілів | 207 шт. | 180 шт. |

## Вживання каталанської мови
У 2001 р. каталанську мову у місті розуміли 100% усього населення (у 1996 р. - 98,9%), вміли говорити нею 94,7% (у 1996 р. - 
92,6%), вміли читати 87,4% (у 1996 р. - 93,6%), вміли писати 34,7
% (у 1996 р. - 36,2%). Не розуміли каталанської мови 0%.

## Політичні уподобання
У виборах до Парламенту Каталонії у 2006 р. взяло участь 54 особи (у 2003 р. - 76 осіб). Голоси за політичні сили розподілилися таким чином:
| \| Вибори до Парламенту Каталонії \| Вибори до Парламенту Каталонії \| Вибори до Парламенту Каталонії \| \| Рік \| 2006 р. \| 2003 р. \| \| -------------------------------------- \| ------------------------------ \| ------------------------------ \| \| Конвергенція та Єднання (CiU) \| 63% \| 47,4% \| \| Соціалістична партія Каталонії (PSC) \| 9,3% \| 30,3% \| \| Народна партія (PP) \| 5,6% \| 6,6% \| \| Ініціатива за зелену Каталонію (IC) \| 7,4% \| 1,3% \| \| Республіканська лівиця Каталонії (ERC) \| 11,1% \| 14,5% \| \| Громадянська партія (C's) \| 1,9% \| 0% \| \| Інші \| 1,9% \| 0% \| |         |         |
| Вибори до Парламенту Каталонії |         |         |
| Рік | 2006 р. | 2003 р. |
| Конвергенція та Єднання (CiU) | 63%     | 47,4%   |
| Соціалістична партія Каталонії (PSC) | 9,3%    | 30,3%   |
| Народна партія (PP) | 5,6%    | 6,6%    |
| Ініціатива за зелену Каталонію (IC) | 7,4%    | 1,3%    |
| Республіканська лівиця Каталонії (ERC) | 11,1%   | 14,5%   |
| Громадянська партія (C's) | 1,9%    | 0%      |
| Інші | 1,9%    | 0%      |